# Лидија Русланова
Лидија Русланова (рус. Лидия Андреевна Русланова; 27. октобар 1900. — 21. септембар 1973. у Москви) била је једна од највећих и највољенијих руских народних извођача.

## Детињство и младост
Рођена је у селу код Саратова, у сељачкој породици. До пете године оба родитеља су јој умрла; отац у руско-јапанском рату, а мајка убрзо након тога. Као сироче већи део свог детињства провела је у сиротишту. Почела је да пева када се придружила локалном дечјем хору жупе и убрзо је постала солиста.
Ујак ју је позвао да ради у фабрици намештаја. Један од власника фабрике чуо је како пева док је радила и препоручио јој да оде на конзерваторијум у Саратов. Међутим, није уживала у академском студирању. Током Првог светског рата, радила је у болничком возу и током овог периода упознала је Виталија Степанова, са којим је имала дете, рођеног у мају 1917. године. Напустио ју је после годину дана, због неуредног начина живота. Према сарајевском извору, удала се за другог мушкарца који је касније умро у Руском грађанском рату, од кога је узела своје презиме.

## Каријера
Русланова је свој први концерт имала са шеснаест година пред војном публиком, где је отпевала све што је знала. Први пут је почела да пева за руске војнике током руског грађанског рата, а дебитовала је као професионална певачица у Ростов на Дону 1923. Била је позната по свом певачком гласу и тембреру, који је оживљавао старе традиције у којима ће наступити солисти у свечаним приликама. До 1929. живела је са званичником из Чеке, а затим се поново удала, овај пут за Владимира Крјукова.
Током 1930-их, Русланова је постала изузетно популарна. Постала је уметница државног удружења музичких, сценских и циркуских предузећа 1933. године, а наступала је широм Русије током остатка деценије. Када је избио Други светски рат, она је непрекидно обилазила један по један фронт, како би повећала храброст војника својим патриотским песмама. Њене песме биле су Валенка и Каћуша, написане специјално за њу. Током битке за Берлин, наступила је на прагу Рајхстага.
Русланова је постала једна од најбогатијих жена Совјетске Русије и чак је финансирала изградњу две Каћуше, које је она представила Црвеној армији 1942. Исте године постала је уметница руске совјетске федеративне социјалистичке републике. Њени груби манири и језик апелирали су на војнике да је сматрају као потенцијалну претњу совјетским властима. Године 1948, због повезаности са маршалом Георгијем Жуковом (који је водио Црвену армију до пораза нацистичке Немачке током Другог светског рата, и који је постао снажан политички противник Јосифа Стаљина у послератним годинама) супруг Русланове, херој Совјетског Савеза, генерал-потпуковник Владимир Криуков је ухапшен, а Русланова две године касније. Била је присиљена да потпише изјаву да је њен супруг крив за издају, али је добила казну на десет година рада у логору.
У Гулагу, у који је била упућена, Русланова је постала звезда која је подједнако задобила и логораше и управу. Због тога је пресељена у затворску ћелију у владимирски центар. Након Стаљинове смрти, пуштена је 4. августа 1953; била је мршава, поседела и имала је потешкоће са ходањем. Међутим, вратила се певању готово одмах. Њено време проведено у затвору било је непознато у штампи све до деценија после. Иако су је награде и титуле заобишле, Русланова је председавала првим светским фестивалом совјетских песама. Певањем се бавила све до своје смрти 1973. у 72. години.

## Дискографија
- Поёт Лидия Русланова[10] (1996)
- Царица Русской песни[11] (2000)
- Русские народные песни[12] (2002)
- Имена на все времена[13] (2007)